# تيريزا كاشينداموتو
تيريزا كاشينداموتو (بالإنجليزية: Theresa Kachindamoto)‏ صاحبة منصب الحاكم الأعلى في منطقة منطقة ديدزا في المنطقة الوسطى من مالاوي. وهي بذلك تملك سلطة رسمية على مدى أكثر من 900.000 شخص. ويعرف عنها أن لها إجراءات فعالة في حل زواج الأطفال والقصّر، والإصرار على تعليم الفتيات والفتيان.

## زواج الأطفال في مالاوي
تعد مالاوي أحد أفقر دول العالم، وحسب إحصائيات الأمم المتحدة لعام 2012 فإن نصف الإناث في مالاوي يجبرن على الزواج قبل سن 18, وبذلك تمتلك مالاوي أحد أكبر معدلات زواج الأطفال والقصر في العالم. تتعرض الفتيات الصغيرات بدءًا من سن 7 سنوات إلى تقاليد جنسية عنيفة. وفي عام 2015 وضعت مالاوي قرار بتجريم زواج الأطفال تحت سن 18 سنة، ومع ذلك فالتقاليد والعادات تدفع الأهل لعدم الالتزام بالقانون وتزويج بناتهم تحت السن القانوني. وذلك بالإضافة إلى الدوافع المادية حيث تلجأ العديد من الأسر لتزويج فتياتها للتخلص من أعباءها المادية على الأسرة.

## طفولتها وحياتها الأسرية
تيريزا هي أصغر إخوتها الإثني عشر ضمن أسرة من الحكام التقليديين في منطقة ديدزا حول بحيرة ملاوي. متزوجة وأم لخمسة أولاد.

## حياتها العملية
عملت تيريزا كسكرتيرة لمدة 27 عامًا في منطقة زومبا في جنوب مالاوي. وفي عام 2003، اختارها قائد منطقة ديدزا لتكون خليفته.
تقول تيريزا أنه تم اختيارها لأنها «تجيد التعامل مع الناس», فقبلت المنصب. وعندها انزعجت تيريزا بشدة لارتفاع معدلات زواج الأطفال في المنطقة التي تحكمها، وعلمت أنها لا يمكنها أن تغير وجهز نظر الآباء وعاداتهم. فتوجهت إلى إقناع قادة المجتمع لتغيير القانون المدني لحظر الزواج المبكر ووافقها في ذلك رؤساء الأحياء المحلية في منطقتها والبالغ عددهم 50. كما قامت تيريزا بفصل 4 رؤساء أحياء استمرت في أحيائهم جرائم زواج الأطفال. وبحلول 2016 كانت تيريزا قد قامت بإبطال 850 عقد زواج من أطفال تحت السن القانوني، وتم الاعتراف بمجهوداتها دوليًا.

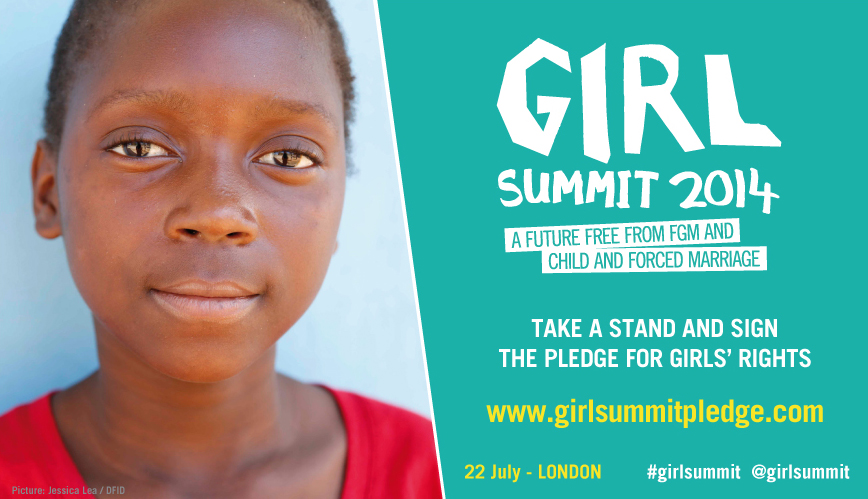
ملصق إعلاني يهدف إلى منع زواج الأطفال من الفتيات بالإكراه

وقد قالت تيريزا عام 2015 في تصريح لها:" لقد أنهيت 330 زواجًا، في 175 حالة منه كانت الزوجة مجرد طفلة، وفي 155 حالة كان الزوج طفلًا. أردت للأطفال أن يذهبوا للمدرسة وقد نجح ذلك.". كما صرحت لأحد الصحف في مالاوي "لابد أن يذهب الأطفال إلى المدرسة، فأنا لا أريد أن يستمر زواج الأطفال، لا يجب أن يبقى طفل واحد بالمنزل ليقوم بالأعمال المنزلية عوضًا عن ذهابه للمدرسة ولن يسمح لأحد بتزويج أية زوجين قبل التدقيق في تواريخ ميلادهما، لا رؤساء القرى ولا أصحاب السلطات القانونية التقليدية ولا رجال الدين.
وتقود تيريزا حملات لعمل مقابلات مع مجموعات من الأمهات، والمعلمين، ولجان تنمية القرى والزعماء الدينيين والمنظمات غير الحكومية. وقد عارضها في حملاتها الكثير من الآباء الفقراء والأزواج أنفسهم الذين قاموا بدفع مهور للحصول على زوجاتهم.
وتهدف هيئة الأمم المتحدة للمرأة ومنظمة اليونيسف إلى نشر فكر ونشاط تيريزا بين أمثالها من الحكام.

## انظر ايضًا
- زواج الأطفال
- لأنني فتاة (حملة)
- حد أدنى لسن الزواج
- المرأة في أفريقيا